# Хермерих

Расселение племён свевов, аланов и вандалов в Испании

Хермерих (Гермерих) — первый король свевов, который правил предположительно в 409—441 годах на территории бывшей римской провинции Галисия (теперь западная Испания и северная Португалия).

## Биография

### Создание королевства свевов. Война с вандалами
Под его руководством свевы прибыли в Галисию в 411 году и в результате жеребьевки и расселились там совместно с вандалами-асдингами. Благодаря отдалённому расположению своей области поселений, свевы и вандалы-асдинги избежали нападения вестготского короля Валии, который в 416 — 418 годах полностью разгромил королевства вандалов-силингов в Бетике и аланов в Лузитании и Карфагенской Испании. В 418 году вестготы были отозваны из Испании римским правительством и расселены в Аквитании. По их удалении между свевами и вандалами-асдингами вспыхнула война. В 419 — 420 годах асдинги осадили свевов в Нербасских горах. Местонахождение этих гор, где асдинги воевали со свевами, так и не было выяснено. Несомненно, что асдинги и свевы боролись между собой именно потому, что каждый из народов стремился занять всю Галисию. Борьба эта кажется несколько неожиданной, так как не известно ни об одном другом случае столкновения между завоевателями 406 года — ни во время их трехлетнего разбойничьего существования в Галлии, ни в первое десятилетие их жизни в Испании.
В 420 году Астурий комит (полководец) Испанских провинций и субвикарий Мавроцелл вынудили вандалов снять осаду и отпустить на свободу осажденных свевов. Асдинги вскоре после того как сняли осаду и, совершив немалые убийства в Браге, направились на юг, в Бетику, с тем чтобы захватить земли истреблённых вандалов-силингов. С этих пор Галисия почти целиком перешла во владение свевов.

### Расселение в Галисии

Пиренейский полуостров в 430—455 годах. Район расселения свевов при короле Хермерихе выделен жёлтым цветом.

Очевидно, и в самой Галисии были районы, на которые власть короля свевов в начале V века не распространялась. Свевы неравномерно расселились по территории Галисии. Исидор Севильский ясно говорит о том, что часть Галисии оставалось независимой, и нет оснований не доверять ему в этом вопросе. Тем более что позднее часто становится известно об опустошительных набегах, которым варвары подвергали города и деревни своей собственной провинции. В ходе свевского завоевания Галисии часть этой провинции подчинилась им, но другая часть, которую Идаций называет термином «плебс», оказывала упорное сопротивление. Хотя использование Идацием этого термина, вероятнее всего, не имело юридического значения, речь явно идет не о крупных землевладельцах. По-видимому, это была та часть свободного населения Галисии, которая, опираясь на кастеллы (крепости), упорно не желала подчиняться варварам. И это доказывает, что распространенная ранее в нашей науке точка зрения, согласно которой рядовое население римских провинций чуть ли не с восторгом встречало варваров как своих освободителей, не соответствует действительности.
Немногие районы Галисии, которые свевы не грабили, вероятно, были те, в которых они сами жили. Таких мест насчитывается три. Брага (старая римская Бракара Августа) на севере Португалии — одно из них. В имперские времена это была столица провинции, и она же, несомненно, была столицей свевов. Свевы также жили в городе Асторга, и поэтому они не нападали на этот город, хотя в 469 году и совершали набеги на окружающие территории. Наконец, в городе Луго, втором по величине после столицы провинции, были жители свевы. Таким образом, свевы жили внутри городских стен Браги, Луго и Асторги и в сельской местности вокруг Браги. Об их взаимоотношениях с испано-римскими жителями провинции известно только то, что свевы вели себя как профессиональные разбойники и грабители, в то время как римское население жило в условиях, которые хронист Идаций называет «рабством».

### Количество свевов
Количество свевов в этот период оценивается в 25 000—35 000 человек. Это значит, что воинов было не больше 8000 — 9000. Меньшинство терроризировало большинство; причём в испанской истории это был не последний подобный случай. Свевы с таким упорством и безжалостностью опустошали Галисию, что даже удивительно, как им и галисийцам вообще удалось выжить в V веке. Было бы утомительным занятием перечислять все военные кампании, набеги, битвы, переговоры, все нарушенные договоры, все разграбленные города, печальные колонны пленников, всё то, что усердно и горестно перечисляет Идаций. Именно в этих мрачных и гибельных условиях было основано первое независимое королевство Западной Европы.

### Притеснение римского провинциального населения
Однако пока вандалы были под боком, Хермерих вёл себя так миролюбиво, как будто и не был воином, но как только вандалы в 429 году отплыли в Африку, ему в Испании уже некого было опасаться. В 430 году он впервые показал своё истинное лицо. В тот год он начал совершать непрерывные и безжалостные набеги на Галисию, которые заставили Идация, епископа города Аква Флавия (современный Шавиш), в 431 году отправиться к Аэцию и умолять его положить конец бесчинствам варваров. Аэций в следующем, 432 году послал к свевам комита Цензория. То, что Аэций не сделал этого сразу, было, видимо, вызвано тем, что его беспокоили франки, однако только после возвращения Цензория ко двору, Хермерих заключил мир с галисийцами, да и то только потому, что в дело вмешался епископ или несколько епископов. Цензорий, возможно, принимал участие в переговорах, но неизвестно, достиг ли он какого-либо результата. Аэций практически ничем не помог и мир продлился не долго. В 437 году Цензорий и Фретимунд снова были отправлены послами к свевам и германцы вновь клятвой подтвердили мир с римлянами. Но наверняка Хермерих продолжал свои набеги до тех пор, пока тяжёлая болезнь не вынудила его отказаться от трона в 438 году. Тогда он назначил королём-соправителем своего сына Рехилу, хотя Идаций называет Хермериха королём ещё в 441 году: «Король свевов Хермерих, в течение семи лет ежедневно мучимый болезнью умер.» Исидор Севильский также пишет, что Хермерих правил 32 года и умер, проболев 7 лет.